# Аджиев, Анвар Абдулгамидович
Анвар Абдулгамидович Аджиев (10 марта 1914, Костек, Терская область, Российская империя — 21 февраля 1991) — кумыкский поэт. Народный поэт Дагестанской АССР (1964).
Анвар Аджиев родился в 1914 году в селении Костек (ныне Хасавюртовский район Дагестана) в крестьянской семье. Окончил высшую партийную школу. Работал в дагестанских газетах. Был председателем республиканского комитета по радио и телевидению.
В 1934 году вышел первый сборник стихов Аджиева — «Обновление» («Янгырыв»). Борьбе дагестанцев с немецкими войсками посвящены сборники Аджиева «Наступление» («Чапгъын») и «Сабли» («Къылычлар»). В его послевоенных произведениях поднимаются темы борьбы за мир, созидательного труда — сборники «Счастливые горы» («Талайлы тавлар»), «Песни о счастье» (1950), «Споём да посмеёмся» («Йырлайыкъ да кюлейик»). Последним произведение Аджиева стала повесть «Болтливая утка», опубликованная в 1992 году.
Аджиев проявил себя и как переводчик. На кумыкский язык им переведены многие классические произведения М. Лермонтова, Т. Шевченко, К. Хетагурова, М. Джалиля, Г. Тукая, Р. Гамзатова, К. Кулиева.

## Память об Аджиеве
- Мемориальный дом-музей Анвара Аджиева, в переулке, названным его именем, в Махачкале, в котором он сам жил с 1950 по 1991 годы.
- Улицы в городе Хасавюрт, в селении Атланаул.
- Благотворительный Фонд имени Анвара Аджиева.

## Награды
- Орден Трудового Красного Знамени (04.05.1960)
- Орден «Знак Почёта» (06.08.1974)
- медали
- Народный поэт Дагестанской АССР (1964)

## Семья
Сын, Багаутдин - народный поэт Дагестана.